# Porfiria hepatoeritropoyética
La porfiria hepatoeritropoyética es una forma muy rara de porfiria hepática causada por una deficiencia total de la enzima uroporfirinógeno III descarboxilasa (UROD) al haber dos mutaciones (la misma o distintas) en el locus del gen que la codifica. Es la forma homocigota de la porfiria cutánea tarda (PCT).
Sus manifestaciones clínicas son similares a la PCT, pero debuta a edades más jóvenes. La porfiria hepatoeritropoyéctica es más similar al tipo de II (familiar) de PCT que al tipo I (esporádico).